# 第二次世界大戦中のイギリス海軍の喪失艦一覧
第二次世界大戦中のイギリス海軍の喪失艦一覧（だいにじせかいたいせんちゅうのイギリスかいぐんのそうしつかんいちらん）は、第二次世界大戦中（1939年9月3日から1945年10月1日まで）のイギリス海軍の喪失艦の一覧である。

## 戦艦
| 艦名                       | 場所                       | 日付           | 原因                           |
| -------------------------- | -------------------------- | -------------- | ------------------------------ |
| ロイヤル・オーク           | スカパ・フロー             | 1939年10月14日 | ドイツ潜水艦「U47」の攻撃      |
| バーラム                   | エジプトのシディ・バラニ沖 | 1941年11月25日 | ドイツ潜水艦「U331」の攻撃     |
| プリンス・オブ・ウェールズ | 南シナ海                   | 1941年12月10日 | 日本軍機の攻撃（マレー沖海戦） |

## 巡洋戦艦
| 艦名     | 場所           | 日付           | 原因                                                 |
| -------- | -------------- | -------------- | ---------------------------------------------------- |
| フッド   | デンマーク海峡 | 1941年5月24日  | ドイツ戦艦「ビスマルク」の攻撃（デンマーク海峡海戦） |
| レパルス | 南シナ海       | 1941年12月10日 | 日本軍機の攻撃（マレー沖海戦）                       |

## 航空母艦
| 艦名             | 場所                     | 日付           | 原因                                                                       |
| ---------------- | ------------------------ | -------------- | -------------------------------------------------------------------------- |
| カレイジャス     | アイルランド沖           | 1939年9月17日  | ドイツ潜水艦「U29」の攻撃                                                  |
| グローリアス     | ノルウェー海             | 1940年6月8日   | ドイツ戦艦「シャルンホルスト」、「グナイゼナウ」の攻撃（ノルウェー沖海戦） |
| アーク・ロイヤル | ジブラルタル南東沖       | 1941年11月13日 | ドイツ潜水艦「U81」の攻撃（パーペテュアル作戦中）                          |
| ハーミーズ       | セイロン島沖             | 1942年4月9日   | 日本軍機の攻撃（セイロン沖海戦）                                           |
| イーグル         | マヨルカ島サリナス岬南方 | 1942年8月11日  | ドイツ潜水艦「U73」の攻撃（ペデスタル作戦中）                              |

## 護衛空母
| 艦名           | 場所           | 日付           | 原因                                         |
| -------------- | -------------- | -------------- | -------------------------------------------- |
| オーダシティ   | 大西洋         | 1941年12月21日 | ドイツ潜水艦「U751」の攻撃（HG76船団護衛中） |
| アヴェンジャー | ジブラルタル沖 | 1942年11月15日 | ドイツ潜水艦「U155」の攻撃                   |
| ダッシャー     | クライド湾     | 1943年3月27日  | 爆発事故                                     |

## 巡洋艦
| 艦名             | 場所               | 日付           | 原因                                                           |
| ---------------- | ------------------ | -------------- | -------------------------------------------------------------- |
| ダニーディン     | 大西洋             | 1941年11月24日 | ドイツ潜水艦「U124」の攻撃                                     |
| ダーバン         | ノルマンディー沖   | 1944年6月9日   | 防波堤とするため沈められる                                     |
| ネプチューン     | トリポリ沖         | 1941年12月19日 | 触雷                                                           |
| カリプソ         | クレタ島沖         | 1940年6月12日  | イタリア潜水艦「アルピーノ・アッティリオ・バニョリーニ」の攻撃 |
| コヴェントリー   | クレタ島沖         | 1942年9月14日  | ドイツ軍機の攻撃（アグリーメント作戦中）                       |
| キュラソー       | アイルランド沖     | 1942年10月2日  | 客船「クイーン・メリー」との衝突事故                           |
| カーリュー       | ナルヴィク沖       | 1940年5月26日  | ドイツ軍機の攻撃                                               |
| カイロ           | ビゼルト沖         | 1942年8月12日  | イタリア潜水艦「アクスム」の攻撃                               |
| カルカッタ       | アレクサンドリア沖 | 1941年6月1日   | ドイツ軍機の攻撃                                               |
| ガラティア       | アレクサンドリア沖 | 1941年12月15日 | ドイツ潜水艦「U557」の攻撃                                     |
| ペネロピ         | ナポリ沖           | 1944年2月18日  | ドイツ潜水艦「U410」の攻撃                                     |
| エディンバラ     | 北極海             | 1942年5月2日   | ドイツ駆逐艦の攻撃                                             |
| サウサンプトン   | マルタ沖           | 1941年1月11日  | ドイツ軍機の攻撃（MC4作戦中）                                  |
| マンチェスター   | ボン岬沖           | 1942年8月13日  | イタリア魚雷艇の攻撃（ペデスタル作戦中）                       |
| グロスター       | クレタ島沖         | 1941年5月22日  | ドイツ軍機の攻撃                                               |
| カリブディス     | イギリス海峡       | 1943年10月23日 | ドイツ水雷艇の攻撃（セット＝イル沖海戦）                       |
| ハーマイオニー   | クレタ島沖         | 1942年6月16日  | ドイツ潜水艦「U205」攻撃                                       |
| ボナヴェンチャー | クレタ島沖         | 1941年3月31日  | イタリア潜水艦「アンブラ」の攻撃（ラスター作戦中）             |
| ナイアド         | クレタ島沖         | 1942年3月11日  | ドイツ潜水艦「U565」の攻撃                                     |
| スパルタン       | アンツィオ沖       | 1944年1月29日  | ドイツ軍機の攻撃                                               |
| フィジー         | クレタ島沖         | 1941年5月22日  | ドイツ軍機の攻撃                                               |
| トリニダード     | ノールカップ沖     | 1942年5月15日  | ドイツ軍機の攻撃                                               |
| エッフィンガム   | ボードー沖         | 1940年5月18日  | 座礁                                                           |
| コーンウォール   | セイロン島沖       | 1942年4月5日   | 日本軍機の攻撃（セイロン沖海戦）                               |
| ドーセットシャー | セイロン島沖       | 1942年4月5日   | 日本軍機の攻撃（セイロン沖海戦）                               |
| ヨーク           | クレタ島スダ湾     | 1941年5月22日  | イタリア爆装艇の攻撃（スダ湾襲撃）                             |
| エクセター       | ジャワ海           | 1942年3月1日   | 日本艦隊との交戦（スラバヤ沖海戦）                             |

## 駆逐艦
| 艦名               | 場所                 | 日付           | 原因 |
| ------------------ | -------------------- | -------------- | --- |
| テネドス           | コロンボ港           | 1942年4月5日   | 日本軍機の攻撃（セイロン沖海戦）                                                                         |
| サネット           | マレー半島エンドウ沖 | 1942年1月27日  | 日本艦隊の攻撃（エンドウ沖海戦）                                                                         |
| スレイシアン       | 香港                 | 1941年12月25日 | 日本軍に渡らないようにするため自沈                                                                       |
| ストロングホールド | スンダ海峡付近       | 1942年3月2日   | 日本巡洋艦「摩耶」および駆逐艦「嵐」、「野分」の攻撃                                                     |
| スターディ         | タイリー島沖         | 1940年10月30日 | 座礁 |
| キース             | ダンケルク沖         | 1940年6月1日   | ドイツ軍機の攻撃（ダイナモ作戦中）                                                                       |
| バシリスク         | ダンケルク沖         | 1940年6月1日   | ドイツ軍機の攻撃（ダイナモ作戦中）                                                                       |
| ブランチ           | テムズ川河口         | 1939年11月13日 | 触雷 |
| ボーディシア       | ライム湾             | 1944年6月13日  | ドイツ軍機の攻撃                                                                                         |
| ブレイズン         | イギリス海峡         | 1940年7月20日  | ドイツ軍機の攻撃                                                                                         |
| ベヴァリー         | 大西洋               | 1943年4月11日  | ドイツ潜水艦「U188」の攻撃                                                                               |
| ブロードウォーター | 大西洋               | 1941年10月18日 | ドイツ潜水艦「U101」の攻撃                                                                               |
| ベルモント         | 大西洋               | 1942年1月31日  | ドイツ潜水艦「U82」の攻撃                                                                                |
| ブローク           | アルジェ沖           | 1942年11月8日  | 陸上からのフランス軍の砲撃（ターミナル作戦中）                                                           |
| キャメロン         | ポーツマス           | 1940年12月5日  | ドイツ軍機の攻撃                                                                                         |
| キャンベルタウン   | サン＝ナゼール       | 1942年3月28日  | ドックへ突入後爆発（サン＝ナゼール強襲）                                                                 |
| ギャラント         | マルタ               | 1942年4月5日   | ドイツ軍機の攻撃                                                                                         |
| ロッキンガム       | 大西洋               | 1944年9月27日  | 触雷 |
| スタンリー         | 大西洋               | 1941年12月19日 | ドイツ潜水艦「U574」の攻撃                                                                               |
| ヴァレンタイン     | テルネーゼン沖       | 1940年5月15日  | ドイツ軍機の攻撃                                                                                         |
| ヴェニーシア       | テムズ川河口         | 1940年10月19日 | 触雷 |
| ヴィミエラ         | テムズ川河口         | 1942年1月9日   | 触雷 |
| ウェイクフル       | ダンケルク           | 1940年5月29日  | ドイツ魚雷艇の攻撃（ダイナモ作戦中）                                                                     |
| ウォーリック       | 大西洋               | 1944年2月20日  | ドイツ潜水艦「U413」の攻撃                                                                               |
| ウェセックス       | カレー沖             | 1940年5月24日  | ドイツ軍機の攻撃                                                                                         |
| ホワールウィンド   | 大西洋               | 1940年7月5日   | ドイツ潜水艦「U34」の攻撃                                                                                |
| ホイットリー       | オーステンデ沖       | 1940年5月19日  | ドイツ軍機の攻撃                                                                                         |
| ライネック         | クレタ島沖           | 1941年4月27日  | ドイツ軍機の攻撃                                                                                         |
| レン               | オールドバラ沖       | 1940年7月27日  | ドイツ軍機の攻撃                                                                                         |
| ヴェテラン         | 大西洋               | 1942年9月26日  | ドイツ潜水艦「U404」の攻撃                                                                               |
| ワイルド・スワン   | 大西洋               | 1942年6月17日  | ドイツ軍機の攻撃                                                                                         |
| コドリントン       | ドーバー             | 1940年7月27日  | ドイツ軍機の攻撃                                                                                         |
| アカスタ           | ノルウェー沖         | 1940年6月8日   | ドイツ戦艦「シャルンホルスト」、「グナイゼナウ」の攻撃（ノルウェー沖海戦）                               |
| アケイティーズ     | カレンツ海           | 1942年12月31日 | ドイツ巡洋艦「アドミラル・ヒッパー」の攻撃（バレンツ海海戦）                                             |
| アーデント         | ノルウェー沖         | 1940年6月8日   | ドイツ戦艦「シャルンホルスト」、「グナイゼナウ」の攻撃（ノルウェー沖海戦）                               |
| アケロン           | ワイト島沖           | 1940年12月17日 | 触雷 |
| ジャッカル         | クレタ島沖           | 1942年5月12日  | ドイツ軍機の攻撃（MG2作戦中）                                                                            |
| ジャガー           | ソルム沖             | 1942年3月26日  | ドイツ潜水艦「U652の攻撃                                                                                 |
| ジュノー           | クレタ島沖           | 1941年5月21日  | イタリア軍機の攻撃                                                                                       |
| ジェーナス         | アンツィオ沖         | 1944年1月23日  | ドイツ軍機の攻撃                                                                                         |
| ジャージー         | マルタ沖             | 1941年5月2日   | 触雷 |
| ジュピター         | ジャワ島沖           | 1942年2月27日  | 触雷 |
| ケリー             | クレタ島沖           | 1941年5月23日  | ドイツ軍機の攻撃                                                                                         |
| カンダハー         | 地中海               | 1941年12月19日 | 触雷 |
| カシミール         | クレタ島沖           | 1941年5月23日  | ドイツ軍機の攻撃                                                                                         |
| カルトゥーム       | ペリム島             | 1940年6月23日  | 爆発事故                                                                                                 |
| キングストン       | マルタ               | 1942年4月11日  | ドイツ軍機の攻撃                                                                                         |
| キプリング         | マルサ・マトルーフ沖 | 1942年5月11日  | ドイツ軍機の攻撃（MG2作戦中）                                                                            |
| バークレー         | ディエップ沖         | 1942年8月19日  | ドイツ軍機の攻撃（ディエップの戦い）                                                                     |
| エクスムーア       | ローストフト沖       | 1942年2月25日  | 触雷、またはドイツ魚雷艇の攻撃                                                                           |
| クォーン           | ノルマンディー沖     | 1944年8月3日   | イタリア爆装艇                                                                                           |
| タインデール       | ジジェル沖           | 1943年12月12日 | ドイツ潜水艦「U593」の攻撃                                                                               |
| ダルヴァートン     | コス島沖             | 1943年11月13日 | ドイツ軍機の攻撃                                                                                         |
| ヘイスロップ       | バルディア沖         | 1942年3月20日  | ドイツ潜水艦「U652」の攻撃                                                                               |
| エリッジ           | El Daba沖            | 1942年8月29日  | イタリア魚雷艇の攻撃                                                                                     |
| パッカリッジ       | ジブラルタル沖       | 1943年9月6日   | ドイツ潜水艦「U617」の攻撃                                                                               |
| グローヴ           | エジプト沖           | 1942年6月12日  | ドイツ潜水艦「U587」の攻撃                                                                               |
| ハーワース         | トルコ沖             | 1943年10月22日 | 触雷 |
| サウスウォルド     | マルタ沖             | 1942年3月24日  | 触雷 |
| エアデール         | マルタ沖             | 1942年6月15日  | ドイツ軍機の攻撃                                                                                         |
| アルデンハム       | Škrda沖              | 1944年12月14日 | 触雷 |
| ホールカム         | 地中海               | 1943年12月12日 | ドイツ潜水艦「U593」の攻撃                                                                               |
| リンボーン         | ガーンジー島沖       | 1943年10月23日 | ドイツ水雷艇「T22」の攻撃                                                                                |
| ペニラン           | イギリス海峡付近     | 1942年12月3日  | ドイツ魚雷艇の攻撃                                                                                       |
| ラフォレイ         | パレルモ沖           | 1944年3月30日  | ドイツ潜水艦「U223」の攻撃                                                                               |
| ランス             | マルタ               | 1942年4月9日   | 航空攻撃                                                                                                 |
| グルカ             | シディ・バラニ沖     | 1942年1月17日  | ドイツ潜水艦「U133」の攻撃                                                                               |
| リージョン         | マルタ               | 1942年3月26日  | 航空攻撃                                                                                                 |
| ライトニング       | ボーヌ               | 1943年3月12日  | ドイツ魚雷艇の攻撃                                                                                       |
| ライヴリー         | 地中海               | 1942年5月11日  | ドイツ軍機の攻撃（MG2作戦中）                                                                            |
| マラータ           | 大西洋               | 1944年2月25日  | ドイツ潜水艦「U990」の攻撃                                                                               |
| マーティン         | アルジェ沖           | 1942年11月10日 | ドイツ潜水艦「U431」の攻撃                                                                               |
| パケナム           | シチリア島沖         | 1943年4月16日  | イタリア水雷艇「カシオペア」の攻撃（チーニョ船団の戦い）                                                 |
| パンサー           | エーゲ海             | 1943年10月9日  | ドイツ軍機の攻撃                                                                                         |
| パートリッジ       | オラン沖             | 1942年12月18日 | ドイツ潜水艦「U565」の攻撃                                                                               |
| クウェイル         | ターラント湾         | 1944年5月18日  | 触雷 |
| クエンティン       | 北アフリカ沿岸       | 1942年12月2日  | ドイツ軍機の攻撃                                                                                         |
| スウィフト         | ノルマンディ沖       | 1944年6月24日  | 触雷 |
| グローウォーム     | ノルウェイ沖         | 1940年4月8日   | ドイツ巡洋艦「アドミラル・ヒッパー」に衝突                                                               |
| ジプシー           | ハリッジ沖           | 1939年11月21日 | 触雷 |
| グラフトン         | ニーウポールト沖     | 1940年5月29日  | ドイツ潜水艦「U62」の攻撃                                                                                |
| グレネード         | ダンケルク沖         | 1940年5月29日  | ドイツ軍機の攻撃（ダイナモ作戦中）                                                                       |
| グレンヴィル       | Kentish Knock沖      | 1940年1月19日  | 触雷 |
| グレイハウンド     | クレタ島沖           | 1941年5月22日  | ドイツ軍機の攻撃                                                                                         |
| ハーディ           | 北大西洋             | 1944年1月30日  | ドイツ潜水艦「U278」の攻撃                                                                               |
| ハーディ           | オフォトフィヨルド   | 1940年4月10日  | ドイツ駆逐艦の攻撃（第1次ナルヴィク海戦）                                                                |
| ヘイスティ         | 地中海               | 1942年6月15日  | ドイツ魚雷艇の攻撃（ヴィガラス作戦中）                                                                   |
| ハヴォック         | ボン岬               | 1942年4月6日   | 座礁 |
| ヘレワード         | クレタ島沖           | 1941年5月29日  | ドイツ軍機の攻撃                                                                                         |
| ホスタイル         | ボン岬沖             | 1940年8月23日  | 触雷 |
| ハンター           | オフォトフィヨルド   | 1940年4月10日  | ドイツ駆逐艦の攻撃（第1次ナルヴィク海戦）                                                                |
| ハイペリオン       | パンテッレリーア島沖 | 1940年12月22日 | 触雷 |
| ハーヴェスター     | 大西洋               | 1943年3月11日  | ドイツ潜水艦「U432」の攻撃                                                                               |
| ハヴァント         | ダンケルク沖         | 1940年6月1日   | ドイツ軍機の攻撃（ダイナモ作戦中）                                                                       |
| ハリケーン         | 大西洋               | 1943年12月25日 | ドイツ潜水艦「U415」の攻撃                                                                               |
| アフリディ         | ノルウェイ沖         | 1940年5月3日   | ドイツ軍機の攻撃                                                                                         |
| ベドウィン         | パンテッレリーア島沖 | 1942年6月15日  | イタリア巡洋艦「ライモンド・モンテクッコリ」、「エウジェニオ・ディ・サヴォイア」およびイタリア軍機の攻撃 |
| コサック           | 大西洋               | 1941年10月27日 | ドイツ潜水艦「U563」の攻撃                                                                               |
| グルカ             | ノルウェイ沖         | 1940年4月9日   | ドイツ軍機の攻撃                                                                                         |
| マオリ             | マルタ               | 1942年2月12日  | ドイツ軍機の攻撃                                                                                         |
| マショナ           | 大西洋               | 1941年5月28日  | ドイツ軍機の攻撃                                                                                         |
| マタベレ           | 北大西洋             | 1942年1月17日  | ドイツ潜水艦「U454」の攻撃                                                                               |
| モホーク           | ケルケナ諸島沖       | 1941年4月16日  | イタリア駆逐艦「ルカ・タリゴ」の攻撃（タリゴ船団の戦い）                                                 |
| パンジャビ         | 大西洋               | 1941年5月1日   | 戦艦「キング・ジョージ5世」との衝突事故                                                                  |
| シーク             | トブルク沖           | 1942年9月14日  | 陸上からの砲撃                                                                                           |
| ソマリ             | 北大西洋             | 1942年9月25日  | ドイツ潜水艦「U703」の攻撃                                                                               |
| ズールー           | トブルク沖           | 1942年9月14日  | ドイツ軍機の攻撃                                                                                         |

## 潜水艦
74隻を喪失

## 機雷敷設艦
8隻を喪失

## 掃海艇
32隻を喪失

## その他
フリゲート10隻、コルベット22隻、スループ10隻、仮装巡洋艦15隻などを喪失